# جريبوسوكس

مقياس الرسم يظهر حجم الـ G. croizati (الأزرق الفاتح)

الجريپوسوكس (Gryposuchus) هو جنس منقرض من تمساحيات الجاڤيالويات، هو نوع نمطي من أسرة Gryposuchinae، تم اكتشاف الحفريات في الأرجنتين وكولومبيا وفنزويلا والبرازيل وأمازون بيرو، وانقرض خلال الميوسين المبكر والأوسط وتم وصف نوع واحد منه هو G. croizati قدر طوله بـ 10 أمتار.

## وصلات خارجية
- Gryposuchus in the Paleobiology Database
- http://scienceblogs.com/tetrapodzoology/2008/10/worlds_largest_croc_skull.php